# Hylaeonympha
Hylaeonympha is een geslacht van libellen (Odonata) uit de familie van de waterjuffers (Coenagrionidae).

## Soorten
Hylaeonympha omvat 1 soort:
- Hylaeonympha magoi Rácenis, 1968